# تاکاهاشی ایبو
تاکاهاشی ایبو (به ژاپنی: 高橋 伊望, Takahashi Ibō); ۲۰ آوریل ۱۸۸۸ – ۱۸ مارس ۱۹۴۷ یک آدمیرال در نیروی دریایی امپراتوری ژاپن در جنگ جهانی دوم بود.